# Steinrausch (Langenfeld)
Steinrausch genannt werden eine Ortslage, eine Straße, eine Bushaltestelle sowie eine unter Denkmalschutz stehende Siedlung in Langenfeld (Rhld.).

## Geografie
Der Name „Steinrausch“ wird heute auf eine auf halbem Wege zwischen Immigrath und Richrath gelegene Siedlung bezogen, dürfte aber ursprünglich einmal – nimmt man die Kapelle am Steinrausche – vom Ganspohl im Süden bis hinter den Friedhof in Richrath gereicht haben. Die Ortslage erstreckte sich mutmaßlich beiderseits der Richrather Straße, die im Übrigen den Verlauf des einstigen Mauspfades nachzeichnet. Das Gelände steigt hinter dem Rathaus, über eine Geländeterrasse nach Norden zu, an. Hier handelt es sich um eine ehemalige Flussterrasse, die Mittelterrasse des Rheins, ansonsten ist das Terrain eben. Der Boden ist weitestgehend sandig, früher bedeckte ihn ein Kiefernwald. Im Bereich des Carl-Diem-Weges befand sich zudem bis in die 1970er Jahre eine mit Ginster bewachsene Heide, „Dreesch“ genannt. In diesem Zusammenhang erwähnt, wird über eine Reihe von Sand- und Kiesgruben berichtet, die den Eigentümern ein kleines Zusatzeinkommen neben bescheidenem Gartenbau oder einer wenig ertragreichen Landwirtschaft verschaffte.

## Geschichte
: Zwischen 1662 und 1676 wurde eine Kapelle an der Steinrausche errichtet, die dem heiligen Josef von Nazareth geweiht war. Sie kann als Vorläuferin der heutigen Kirche St. Josef gelten. Die kapelle stand gegenüber dem Rathaus etwa am Platz des heutigen Hewag-Stiftes. Dies ist das Altenheim mit der abgerundeten Hausecke an der Kreuzung Theodor-Heuss-Straße, Richrather Straße und Solinger Straße (hier: Bereich einstige Kanalstraße, die vom kanalisierten Immigrather Bach ihren Namen erhielt). Erwähnt wurde das kleine Gotteshaus erstmals in einer Schuldurkunde aus dem Jahre 1676. Da es zudem um 1662 noch unbekannt war, ist das Baudatum zwischen diesen beiden Jahren anzusiedeln. Um 1830 wurde darum gestritten, ob die inzwischen durch Hochwasser des Immigrather Bachs baufällig gewordene Kapelle durch einen Neubau ersetzt werden sollte. Nach erfolgter Niederlegung des alten Gebäudes erhitzte dann ein baupolizeilicher Stopp und der nachfolgende Abriss der fast fertigen neuen Kapelle die Gemüter in Immigrath. Dennoch dauerte bis noch 1886, bis mit der Notkirche von St. Josef wieder ein Kirchengebäude in Immigrath erbaut wurde. Schließlich wurde ab dem Jahre 1920 durch den 1919 gegründeten Bauverein Langenfeld die Siedlung mit dem Namen Steinrausch errichtet.

## Der Name
Zum Teil wird das Rauschen über Steine im Bachlauf als Ursprung des Namens angenommen. Denkbar wäre auch eine spätere Zusammensetzung aufgrund der Errichtung eines einfachen Flurkreuzes (aus Stein) anstelle der Kapelle, da diese selbst bereits als die Kapelle auf dem Steinrausche geheißen wurde. Möglich ist zudem eine Interpretation über eine phonetische Übersetzung des germanischen „labis“ (= Bach) in das fast gleich klingende lateinische „lapis“ (= Stein) verbunden mit dem Hinweis auf bevorzugte Plätze germanischer Kultstätten, an die man mit Errichtung christlicher Kirchen erinnerte. 
Die Vermutung einer Ableitung vom Pflanzennamen „Steinrausch“, mit dem die Krähenbeere bezeichnet wurde, erscheint ebenfalls möglich. Diese kommt in Heidelandschaften und auf Dünen als Strauchgewächs vor. Die Zitterpappel, im Volksmund „Rausche“ genannt, könnte ebenfalls Patin des Namens gewesen sein, zumal sie als Kulturnachfolgerin in Ginsterheiden wächst. Schließlich könnte das Schwarzwild, in der Jägersprache mit „Rauschen“ bezeichnet, noch mit zu der Namensgebung beigetragen haben.

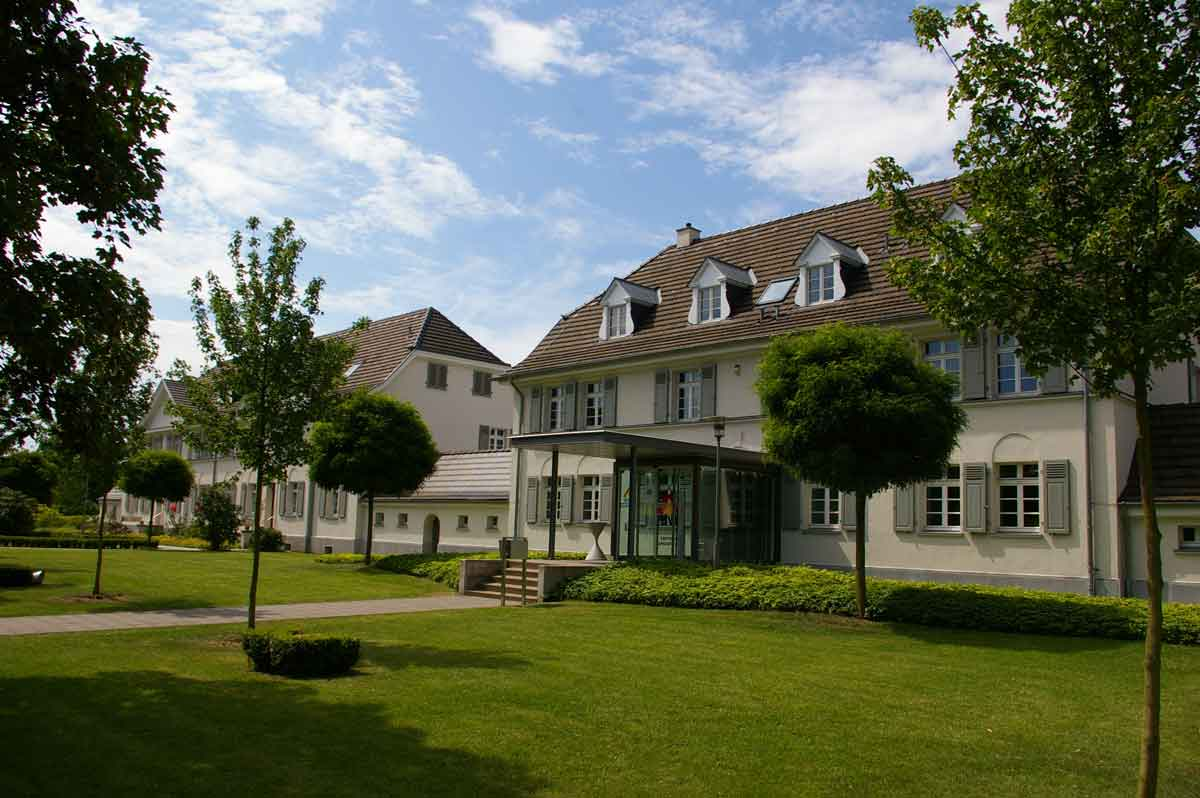
Geschäftsstelle Bauverein Richrather Straße 92
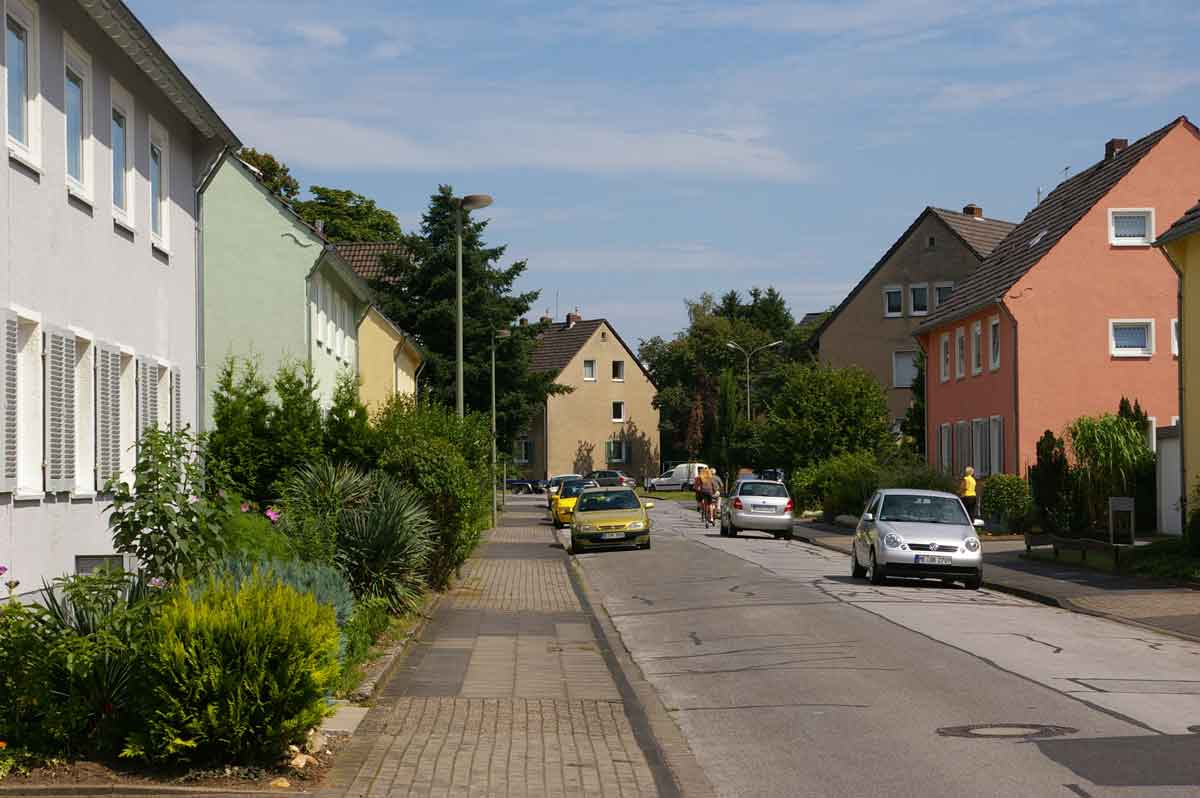
Zweifamilienhäuser Straße: In den Griesen
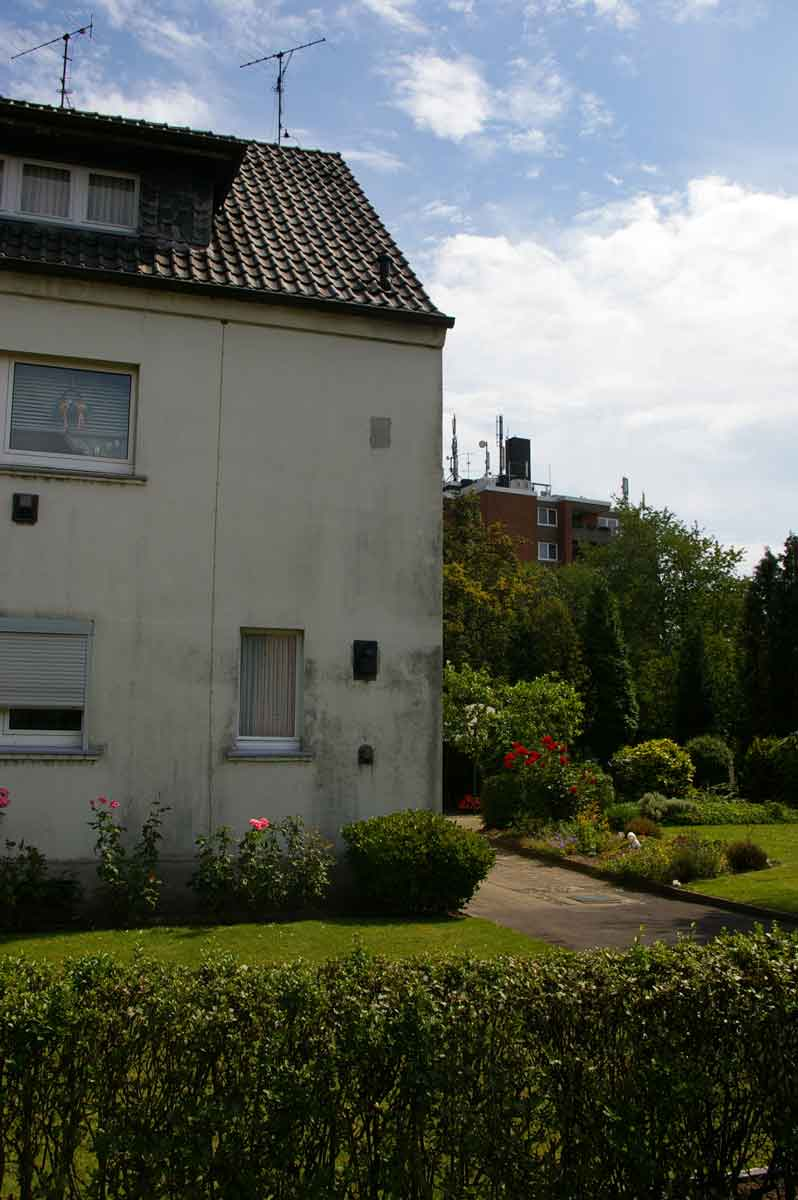
„Bausünde“ Paulstraße Blickwinkel Jahnstraße
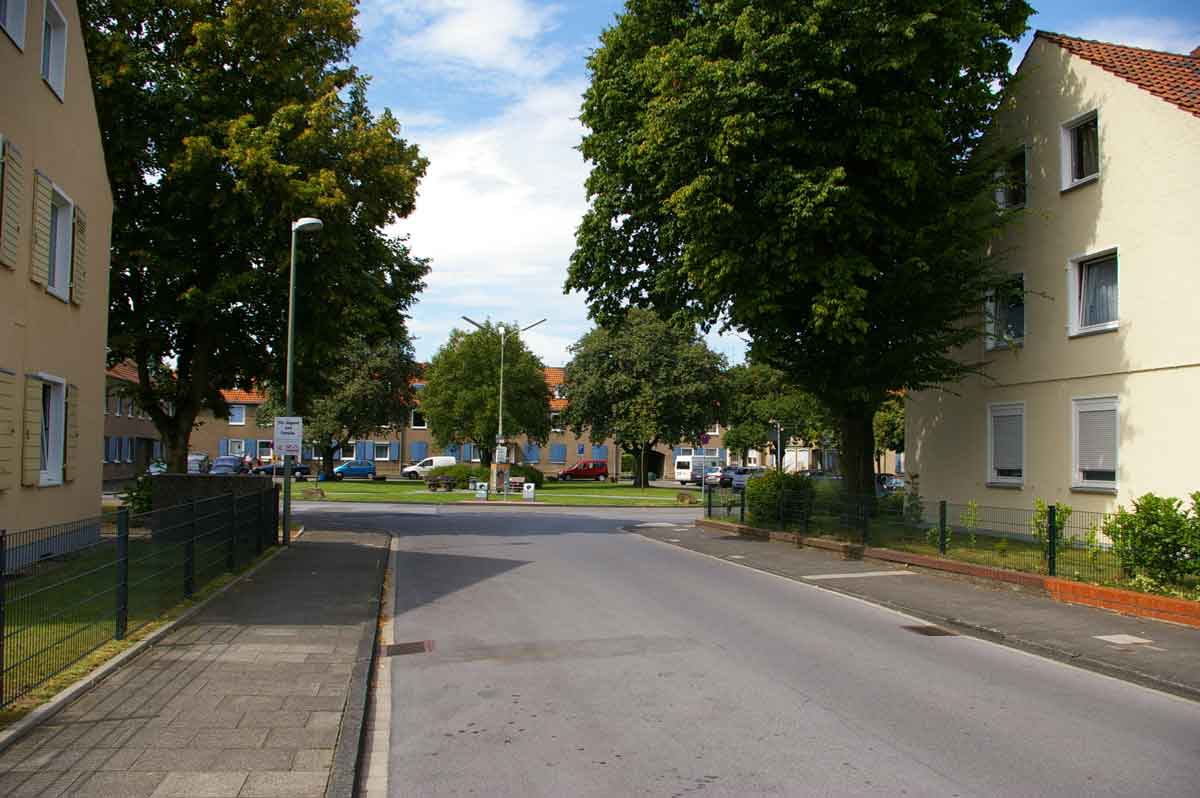
Martinsiedlung: Martinplatz querend: Martinstraße

## Baudenkmale am Steinrausch
Die Baudenkmale am Steinrausch wurden vom Rheinischen Amt für Denkmalpflege, Abtei Brauweiler, Pulheim gutachterlich bewertet. Die entsprechenden Stellungnahmen dieses Amtes im Landschaftsverband Rheinland zur Siedlung "Steinrausch" datieren vom 11. Mai 1994, die zur Siedlung "Martinsplatz" vom 20. Juni 1996. Grundlage waren einerseits die Angaben der Antragstellerin, des Bauvereins selbst, eigene Ermittlungen sowie Informationen des in beiden Ausarbeitungen besonders gewürdigten Rolf Müller, "Stadtgeschichte Langenfeld, Verlag Stadtarchiv Langenfeld 1992".

### Die Siedlung „Steinrausch“
Die Siedlung Steinrausch, errichtet zwischen 1920 und 1928 nach Plänen des Düsseldorfer Architekten Gustav August Munzer, besteht aus verschiedenen Häusern der Richrather Straße sowie dem Steinrausch, der auch der Siedlung ihren Namen gab.

### Die Siedlung „Martinplatz“
Die Siedlung Martinplatz wurde von den Architekten Bernhard und Heinrich Rotterdam entworfen und entstand ab 1949 auf der Jahnstraße, der Martinstraße, der Querstraße der Richrather Straße sowie dem Martinplatz.